# Juliana Paletskaja
Juliana Paletskaja, född okänt år, död 1569, var en rysk prinsessa.  
Hon var dotter till Dmitrij Paletsky, och gifte sig 1547 med Jurij av Uglitj, bror till tsar Ivan den förskräcklige. Efter sin makes död placerades hon av sin svåger tsaren i kloster. Hon avrättades på order av tsaren 1569. 